# Fast Flying Ferry

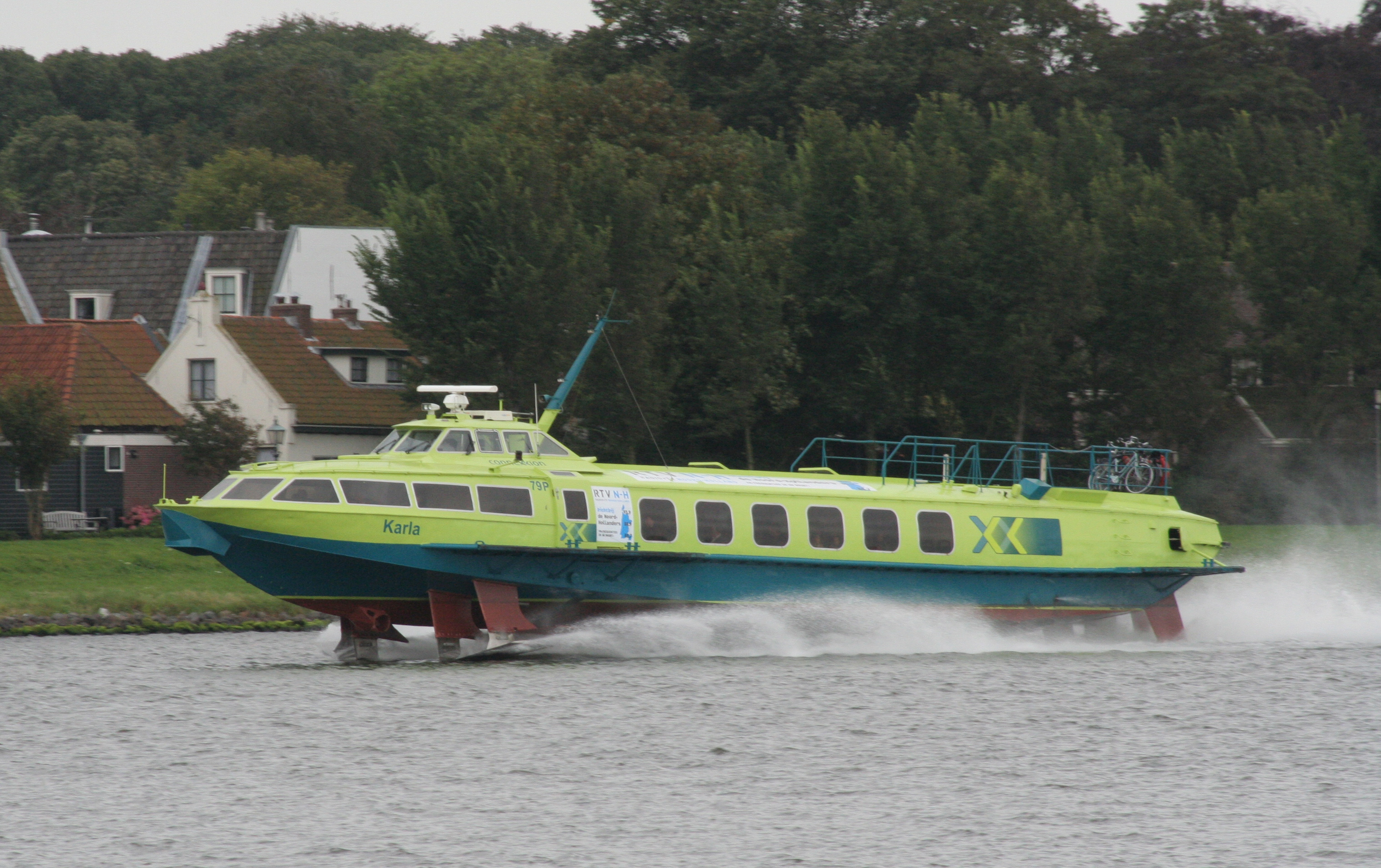
Een draagvleugelboot van het type Voskhod 2M-FFF in Velsen.

Fast Flying Ferry (Nederlands: vliegensvlug veer) was de benaming van de openbaar vervoer te water-verbinding over het Noordzeekanaal tussen station Amsterdam Centraal en Velsen. Deze werd in opdracht van de ov-autoriteit Noord-Holland door Connexxion geëxploiteerd als lijn 419. Op 1 januari 2014 is de verbinding opgeheven. Op dinsdag 31 december 2013 voer de laatste Ferry.
Fast Flying Ferry maakte gebruik van draagvleugelboten van het type Voskhod 2M-FFF, die de afstand in 27 minuten kunnen afleggen (sinds 2012 in 36 minuten). De boten voeren eerst elk half uur, maar sinds 2012 nog maar eens in de 40 minuten.
De vier boten droegen de volgende namen:
- Catharina-Amalia
- Karla
- Klaas Westdijk
- Rosanna

De verbinding werd op 27 april 1998 door de toenmalige minister van Verkeer en Waterstaat Annemarie Jorritsma geopend als eerste vorm van openbaar vervoer te water en zorgde door het succes voor het einde van de Kennemerstrand Expres van Lovers Rail. Op 10 april 2003 werd de miljoenste passagier vervoerd.

## Aanbesteding

### Eerste ronde
In 2006 is de uitvoering van deze veerdienst aanbesteed. De aanbesteding werd in eerste instantie gewonnen door BBA Fast Ferries, onderdeel van Veolia Transport Nederland. Connexxion tekende daartegen bezwaar aan, omdat het BBA verweet een niet-reële inschrijving gedaan te hebben, en de rechter gaf Connexxion gelijk. Hoewel de provincie Noord-Holland in beroep ging, moest de aanbesteding overgedaan worden.
Het oorspronkelijke bod van Veolia Transport bood meer vervoer aan dan wat Connexxion bood, namelijk in de spits vier afvaarten per uur, tijdens de daluren en in het weekend ook twee afvaarten per uur, een nieuwe verbinding tussen Amsterdam en Zaanstad met één afvaart per uur en een dagelijkse verbinding tussen Amsterdam en de veerterminal van DFDS Seaways in IJmuiden.

### Tweede ronde
Bij de nieuwe aanbesteding schreef alleen Connexxion in. Veolia Transport haakte af omdat het niet meer genoeg tijd zou hebben om materieel aan te schaffen; Connexxion was al in bezit van de huidige boten en had dat probleem niet.
Connexxion had in de daluren de frequentie verhoogd van 1 naar 2 boten per uur en in de spits van 2 naar 3 per uur. Bovendien ging het bij wijze van proef een pendelbus rijden tussen de veerhaven in Velsen en de terminal van DFDS Seaways in IJmuiden. Voorts kregen de schepen speciale liften voor mindervaliden, werd één coupé ingericht als stiltecoupé en werden de schepen voorzien van infoschermen. Fietsvervoer werd gratis en in de zomer werd er een speciale fietsenboot ingezet. Het vervoer werd gratis voor ov-studentenkaarthouders en scholieren van 17 en 18 mochten voortaan mee voor het reductietarief. In de daluren (na 09:00 uur, in het weekend en in de maanden juli en augustus de hele dag) gold voor iedereen het reductietarief.
De eerste zondag van elke maand voeren er enkele boten op en neer naar de Beverwijkse Bazaar. Deze dienst begon op 1 januari 2008 met drie afvaarten op zondag. Op 27 april 2008 begon een halfuursdienst gedurende de gehele dag.

## Ongevallen
In 2002 botste een draagvleugelboot nabij Westzaan op basaltblokken, er waren vijftien gewonden.
Op 18 oktober 2003 liep een Voskhod op weg naar het Amsterdamse Centraal Station uit het roer. Het schip botste in het Westelijk Havengebied bij de Coenhaven op een kademuur, waarbij twintig personen gewond raakten. Na onderzoek bleek dat de koerswijziging te laat was opgemerkt door de bemanning omdat tegen de voorschriften in kennissen plaats hadden genomen in de stuurhut.
Op 8 oktober 2007 was er een aanvaring met een vaartuig van de Koninklijke Marechaussee nabij de Siciliëweg in het Westelijk Havengebied. Er waren zeven gewonden. Onderzoek leidde tot de conclusie dat beide kapiteins fouten hadden gemaakt.
Op 2 februari 2009 raakte een draagvleugelboot op de wal bij het kolenoverslagbedrijf nabij de Hemweg, mogelijk als gevolg van de harde wind. Er was één lichtgewonde.
Na onderzoek van het ongeval van 8 oktober 2007 en mede naar aanleiding van de andere incidenten kwam de Onderzoeksraad Voor Veiligheid in december 2009 tot de conclusie dat de veiligheid van de draagvleugelboten niet was gewaarborgd. De raad achtte tijdig stoppen of uitwijken bij gevaarlijke situaties "zeer lastig" door de hoge snelheid van de boten (60 km/uur). In een reactie lieten Connexxion, de provincie Noord-Holland en de Haven Amsterdam weten dat zij de bootdienst niet zouden stilleggen. Volgens hen was er al veel verbeterd en was het te vroeg voor algemene conclusies.

## Einde Fast Flying Ferry
In februari 2013 werd bekend dat de Fast Flying Ferry verbinding per 1 januari 2014 werd opgeheven. Als reden werd gegeven dat de verbinding geen rendabele toekomst meer heeft vanwege fors teruglopende reizigersaantallen. Het aantal reizigers liep terug nadat in 2012 de vaarsnelheid vanwege de veiligheid (vanwege de eerdere ongevallen) werd verlaagd van 65 km/u naar 50 km/u. Daardoor deed de boot langer over de reis en kon hij minder vaak varen. Als gedeeltelijk alternatief kunnen reizigers vanaf 2014 gebruikmaken van een bestaande buslijn, die er echter langer over doet en daarbij het stadscentrum en het Centraal Station niet aandoet.
Aqualiner · Veolia Transport Fast Ferries · Waterbus Rotterdam-Drechtsteden

Opgeheven: RET Fast Ferry · Fast Flying Ferry · Flevo Ferries